# Billy Joe Saunders
Billy Joe Saunders (Welwyn Garden City, Inglaterra, 30 de agosto de 1989) es un boxeador profesional británico de origen gitano, participó en los Juegos Olímpicos de Pekín 2008 en la división de peso wélter, siendo el miembro más joven de Gran Bretaña en el equipo de boxeo en Pekín, con dieciocho años de edad. Es el excampeón mundial del peso supermediano por la Organización Mundial de Boxeo.

## Antecedentes
Originalmente de Cheshunt , Saunders se crio en una comunidad de viajeros de Romanichal cerca de Hatfield, Hertfordshire . Su bisabuelo, Absalón Beeney, fue uno de los más famosos de la comunidad boxeadores sin guantes. Suele vestir y portar la bandera  con los colores del pueblo gitano, y es primo del  actual campeón del mundo de los pesos pesados Tyson Fury.  Billy Joe luchó para el club de Cheshunt boxeo aficionado, supervisado por Charlie Bliss, y también en Hoddesdon Amateur Boxing Club.

## Carrera Amateur
Saunders ganó sus primeras 49 peleas como amateur a nivel superior, incluyendo el Campeonato de la Commonwealth 2007 [5] y la Copa Strandya de 2008, superando al cubano Carlos Banteux . [6]
En 2008 Saunders clasificado para los Juegos Olímpicos de Pekín en la división de peso wélter a la edad de 18. [7] En el espacio europeo de clasificación en Pescara , Italia venció campeón de Europa Andrey Balanov y Kakhaber Zhvania , pero perdió en la semifinal a Oleksandr Stretskyy antes de vencer a Pavol Hlavačka para el tercer punto de suma importancia. [8] para convertirse en la primera persona de la comunidad británica Romanichal en calificar para los juegos. [9]
En Beijing venció Adem Kılıççı en la primera ronda, pero perdió con el viejo enemigo de Carlos Banteux en el segundo. Fue suspendido posteriormente por "conducta lasciva", supuestamente perteneciente a un incidente con una mujer local durante un campo de entrenamiento de pretemporada en Francia. [10] A principios de diciembre de 2008, Saunders se convirtió en profesional y firmó con el promotor Frank Warren .

## Carrera profesional

### Inicios de su carrera
Saunders hizo su debut profesional el 28 de febrero de 2009 en el National Indoor Arena en Birmingham, contra Attila Molnar. Saunders se mostró confiado desde la campana inicial, aterrizando combinaciones duras que rápidamente abrumados Molnar. En la segunda ronda, una serie de golpes que aterrizó en el mentón al ras de Molnar hizo que el árbitro a detener la pelea y guardar un Molnar aturdido. Saunders ganó su segunda pelea por el paro de segunda ronda de Ronny Gabel y su tercera pelea, también por paro de segunda ronda, de Matt Scriven. El 9 de octubre de 2009, que fue cuatro rondas completas para vencer a Alex Spitko. El 21 de mayo de 2011, se anotó una victoria nocaut en el segundo asalto sobre Kevin Hammond. [11] Saunders se encendió anotar victorias contra Norbert Szekeres, Gary Boulden y de Tony colina , el último de ellos le dieron su séptima victoria por nocaut profesional y su primer título regional importante, el campeonato de peso medio de la Commonwealth , el 28 de abril de 2012. [12] Para su primera defensa del título, el 1 de junio, Saunders fue a la distancia de doce ronda completa (también la primera vez) contra el veterano Bradley Pryce , lo outpointing cómodamente. A continuación, invicto Jarrod Fletcher fue despachado rápidamente en dos rondas el 14 de septiembre. 

### Saunders vs Blackwell, Hall, O'Sullivan, Ryder
El 15 de diciembre, Saunders luchó Nick Blackwell por el vacante título de peso medio británico . Esto resultó ser una de Saunders primeras salidas difíciles, ya que se vio obligado a ir a los doce asaltos en ruta a una competitiva decisión unánime victoria sobre los jueces cuadros de mando. [13] Un par de peleas sin problemas vinieron después, contra el duro bateador Matthew Hall el 21 de marzo de 2013 y Gary O'Sullivan el 20 de julio, ambos de los cuales también duró doce asaltos. 2013 llegó a la conclusión de Saunders con otra dura pelea el 21 de septiembre, esta vez contra el también prospecto británico John Ryder en defensa tanto de la Commonwealth y los títulos de peso medio británico. Ambos boxeadores llegaron invictos y lucharon por doce rondas competitivas, con muy estrechas que favorecen las tarjetas de los Saunders. [13]

### Título de peso medio Europea
Saunders vs. Blandamura, Eubank Jr.
Sería casi un año más hasta Saunders tuvo su próxima pelea. El 26 de julio de 2014, agregó a su colección título con un nocaut en el octavo asalto de Emanuele Blandamura , lo que le valió el título de peso medio Europea . [14] Inmediatamente después de la pelea Blandamura, Saunders llamó a cabo otra perspectiva y arco británico invicto rival, Chris Eubank, Jr . [15] prolongadas negociaciones se produjo entre Frank Warren y Eubank, el equipo de Jr. (llevado por su padre Chris Eubank, Sor ), con la lucha muy esperado finalmente firmado en octubre [16] y que tendrá lugar el 29 de noviembre. Los tres títulos de Saunders estaban en la línea, además de ser una eliminatoria por el título mundial de peso mediano de la OMB . La rivalidad y la acumulación fue comparado con la primera pelea entre Nigel Benn y Chris Eubank en 1990. [17] Saunders pasó a la derrota Eubank, Jr. vía decisión dividida ; dos jueces tenían puntuaciones de 115-114 y 115-113 para Saunders, con el tercer juez anotando 116-113 de Eubank, Jr. Una vez asegurada su tercera defensa del título de peso medio británico, Saunders ganado el cinturón de Lonsdale absoluta; dio esto a su padre Tommy como regalo de Navidad. [18]

### OMB título de peso medio
Saunders vs. Lee
Con la victoria sobre Eubank, Jr., Saunders estaba en línea para una oportunidad de luchar contra la OMB peso medio del mundo Andy Lee . En febrero de 2015, Saunders y Warren aceptaron una oferta económica 'paso a un lado' del promotor Lou DiBella a fin de que Lee para hacer frente a Peter Quillin en su lugar. [19] [20] Warren dijo que esperaba por Lee para ganar la pelea para que Saunders Lee vs podría organizarse en el verano. Aproximadamente al mismo tiempo, debido a su alto rango, Saunders también recibió una oferta de la FIB a luchar por su título vacante de peso medio del mundo, pero reiteró su intención de seguir la ruta de la OMB. [21] En junio, Saunders vs. Lee fue anunciado oficialmente por el título mundial de peso mediano de la OMB. [22] la pelea estaba programada inicialmente para llevarse a cabo en la ciudad natal de Lee de Limerick el 19 de septiembre, pero se pospuso y se trasladó a Mánchester el 10 de octubre debido a Lee que sufre de una infección viral. [ 23] El 1 de septiembre, otro aplazamiento surgió debido a Saunders recibir un corte en el combate. [24] La pelea fue reprogramada posteriormente para el 19 de diciembre. 
El 24 de julio, Saunders tomó una puesta a luchar-con un peso de 173 libras (78 kg), cerca del peso semipesado de límite y se detuvo Yoann Bloyer en cuatro rondas. [26] El 19 de diciembre, Saunders derrotado OMB campeón de peso mediano Andy Lee por decisión mayoritaria para capturar su primer título mundial, con puntuaciones de 115-111, 114-112 y 113-113 jueces. En la tercera ronda, Saunders anotó dos caídas en contra de Lee para construir una ventaja temprana en las tarjetas. Luego siguió la bandeja de salida de Lee usando movimiento de la cabeza y un preciso jab hasta las últimas rondas. En este punto, Lee comenzó a aterrizar con mayor frecuencia con golpes fuertes de su propia, pero era demasiado tarde para superar el déficit de puntos a pesar de un buen final en la ronda final. [27]

### Saunders vs. Monroe Jr.
El 14 de junio de 2017, Frank Warren anunció que Saunders probablemente haría su segunda defensa del título en septiembre de 2017. Los nombres en la carrera incluyeron a David Lemieux, Ryota Murata y Rob Brant. El plan era hacer pelear a Saunders la misma semana que Golovkin vs. Álvarez, y luego luchar contra el ganador. La fecha de la defensa de Saunders fue confirmada por Warren, que tendría lugar el 16 de septiembre.
El 28 de junio, se reveló que Saunders se había separado del entrenador Adam Booth, después de trabajar juntos durante solo seis meses, y se unió al entrenador de Sheffield Dominic Ingle. Saunders afirmó que el motivo de la separación con Booth se debía a que estaba "demasiado cerca de casa" y a las distracciones constantes. Ingle confirmó la declaración a Noticias del boxeo. Lemieux admitió haber pasado la oportunidad de pelear contra Saunders porque estaba persiguiendo una pelea por una bolsa más grande, posiblemente con Miguel Cotto.
Warren anunció el 6 de julio que existía un acuerdo para que Saunders defendiera su título contra el exretador del título mundial Willie Monroe Jr. (21-2, 6 KOs) en el Copper Box Arena en Londres el 16 de septiembre de 2017. Monroe estaba por llegar por decisión unánime contra Gabe Rosado el 17 de septiembre de 2016. En la conferencia de prensa, Warren dijo que el ganador muy probablemente estaría en condiciones de luchar contra el ganador de Golovkin y Álvarez. Se decía que Monroe estaba emocionado luchando fuera de los EE. UU. Por primera vez en su carrera. Saunders derrotó a Monroe por decisión unánime 117-111, 117-112 y 115-114 en las cartas, respectivamente. Saunders controló la pelea en todo momento, sufriendo un corte en su ojo derecho durante un choque de cabezas en el cuarto asalto. Monroe no representaba mucha amenaza y falta de poder de nocaut, lo vio en la parte trasera, disparando pot y usando su jab con frecuencia. En la post-pelea, Saunders agradeció a Monroe por venir al Reino Unido para la pelea, mientras que su hijo se disculpó por golpearlo en la ingle durante el pesaje. Warren declaró que Saunders probablemente pelearía de nuevo en diciembre de 2017.

### Saunders vs. Saúl Álvarez
El 8 de mayo de 2021, Saunders pierde su récord invicto de 30 peleas contra el mexicano Saúl Álvarez, AT&T Stadium, Texas.
Después del octavo round, Saunders decide no salir al noveno a causa de una fractura en el pómulo derecho; las heridas del combate lo mandó al hospital terminando con su carrera
. [cita requerida]
Esta derrota provoca la pérdida del título de la WBO del peso supermediano.

## Récord profesional
| 30 Ganadas (11 KOs), 1 Derrotas |        |                         |      |               |            |                                          |                                                                                                   |
| Res.                            | Récord | Oponente                | Tipo | Rd., Tiempo   | Datos      | Localidad                                | Notas                                                                                             |
| Derrota                         | 30–1   | Saúl Álvarez            | RTD  | 8 (12), 3:00  | 08/05/2021 | AT&T Stadium, Arlinton, Texas            | Pierde el título de la WBO del peso supermediano.                                                 |
| G                               | 30–0   | Martin Murray           | UD   | 12            | 04/12/2020 | Wembley Arena, Wembley                   | Retiene el título de la WBO del peso supermediano.                                                |
| G                               | 29–0   | Marcelo Esteban Coceres | TKO  | 11 (12), 1:59 | 09/11/2019 | Staples Center, Los Ángeles, California  | Retiene el título de la WBO del peso supermediano.                                                |
| G                               | 28–0   | Shefat Isufi            | UD   | 12            | 18/05/2019 | Wembley Arena, Wembley                   | Gana el título vacante de la WBO del peso supermediano.                                           |
| G                               | 27–0   | Charles Adamu           | RTD  | 4 (8), 3:00   | 22/12/2018 | Manchester Arena, Mánchester             |                                                                                                   |
| G                               | 26–0   | David Lemieux           | UD   | 12            | 16/12/2017 | Place Bell, Laval, Quebec                | Retiene el Título Mundial de la WBO del peso mediano.                                             |
| G                               | 25–0   | Willie Monroe Jr.       | UD   | 12            | 16/09/2017 | Copper Box Arena, Londres, Inglaterra    | Retiene el Título Mundial de la WBO del peso mediano.                                             |
| G                               | 24–0   | Artur Akavov            | UD   | 12            | 03/12/2016 | Lagoon Leisure Centre, Paisley, Escocia  | Retiene el Título Mundial de la WBO del peso mediano.                                             |
| G                               | 23–0   | Andy Lee                | MD   | 12            | 19/12/2015 | Manchester Arena, Mánchester             | Gana el Título Mundial de la WBO del peso mediano.                                                |
| G                               | 22–0   | Yoann Bloyer            | TKO  | 4 (12), 0:53  | 24/07/2015 | Wembley Arena, Londres                   |                                                                                                   |
| G                               | 21–0   | Chris Eubank, Jr.       | SD   | 12            | 29/11/2014 | ExCeL, Londres                           | Retiene los títulos EBU, Commonwealth y Británico, y gana el cinturón Lonsdale del peso mediano.  |
| G                               | 20–0   | Emanuele Blandamura     | KO   | 8 (12), 2:58  | 26/07/2014 | Manchester Arena, Mánchester             | Gana el título de la EBU del peso mediano.                                                        |
| G                               | 19–0   | John Ryder              | UD   | 12            | 21/09/2013 | Copper Box, Londres                      | Retiene los títulos de la Commonweatlh y Británico del peso mediano.                              |
| G                               | 18–0   | Gary O'Sullivan         | UD   | 12            | 20/07/2013 | Wembley Arena, Londres                   | Gana el título internacional de la WBO del peso mediano.                                          |
| G                               | 17–0   | Matthew Hall            | UD   | 12            | 21/03/2013 | York Hall, Londres                       | Retiene los títulos de la Commonweatlh y Británico del peso mediano.                              |
| G                               | 16–0   | Nick Blackwell          | UD   | 12            | 15/12/2012 | ExCeL, Londres                           | Retiene el título vacante de la Commonweatlh y gana el título vacante británico del peso mediano. |
| G                               | 15–0   | Jarrod Fletcher         | TKO  | 2 (12), 2:42  | 14/09/2012 | York Hall, Londres                       | Retiene el título de la Commonweatlh del peso mediano.                                            |
| G                               | 14–0   | Bradley Pryce           | UD   | 12            | 01/06/2012 | York Hall, Londres                       | Retiene el título de la Commonweatlh del peso mediano.                                            |
| G                               | 13–0   | Tony Hill               | TKO  | 1 (10), 0:30  | 28/04/2012 | Royal Albert Hall, Londres               | Gana el título vacante de la Commonweatlh del peso mediano.                                       |
| G                               | 12–0   | Tommy Tolan             | TKO  | 1 (8), 1:07   | 14/12/2011 | York Hall, Londres                       |                                                                                                   |
| G                               | 11–0   | Gary Boulden            | PTS  | 10            | 5/11/2011  | Wembley Arena, Londres                   | Gana el título británico del área sur en el peso mediano.                                         |
| G                               | 10–0   | Norbert Szekeres        | TKO  | 1 (8), 2:51   | 15/10/2011 | Echo Arena, Liverpool                    |                                                                                                   |
| G                               | 9–0    | Kevin Hammond           | TKO  | 2 (8), 3:00   | 21/05/2011 | The O2 Arena, Londres                    |                                                                                                   |
| G                               | 8–0    | Turgay Uzun             | RTD  | 2 (8), 3:00   | 2/04/2011  | York Hall, Londres                       |                                                                                                   |
| G                               | 7–0    | Tony Randell            | TKO  | 2 (6), 0:39   | 11/12/2010 | Echo Arena, Liverpool                    |                                                                                                   |
| G                               | 6–0    | Andy Butlin             | PTS  | 6             | 15/05/2010 | Boleyn Ground, Londres                   |                                                                                                   |
| G                               | 5–0    | Lee Noble               | PTS  | 6             | 5/12/2009  | Metro Radio Arena, Newcastle             |                                                                                                   |
| G                               | 4–0    | Alex Spitko             | PTS  | 4             | 9/10/2009  | York Hall, Londres                       |                                                                                                   |
| G                               | 3–0    | Matt Scriven            | TKO  | 2 (4), 1:21   | 18/07/2009 | Manchester Arena, Mánchester             |                                                                                                   |
| G                               | 2–0    | Ronny Gabel             | TKO  | 2 (4), 1:16   | 15/05/2009 | Odyssey Arena, Belfast, Northern Ireland |                                                                                                   |
| G                               | 1–0    | Attila Molnar           | TKO  | 2 (4), 1:47   | 28/02/2009 | National Indoor Arena, Birmingham        | Debut profesional de Saunders.                                                                    |